# آدم نيميتس
آدم نيميتس (Adam Nemec) (مواليد 2 سبتمبر 1985)، هو لاعب كرة قدم كان يلعب كمهاجم. يلعب مع منتخب سلوفاكيا لكرة القدم منذ عام 2006.

## مسيرته الكروية
لعب آدم نيميتس خلال مسيرته الاحترافية مع 11 ناديًا في واحد وعشرون موسمًا وسجل خلالها 99 هدفًا ضمن 397 مباراة. حيث فاز في موسم واحد بالكأس وفي موسم واحد بالدوري.
خاض آدم نيميتس مسيرته مع FK Spartak Dubnica nad Váhom ‏ في موسم 2002–03 ولمدة موسمين، مشاركًا في 19 مباراة سجل خلالها 8 أهداف. ثم انتقل إلى نادي جيلينا في موسم 2004–05 ليلعب معه أربعة مواسم، حيث شارك في 74 مباراة سجل خلالها 18 هدفًا. لينتقل بعدها إلى نادي إرتسغيبيرغه آوه في موسم 2007–08 لمدة موسم واحد، مشاركًا في 29 مباراة سجل خلالها 10 أهداف. ثم انتقل إلى نادي جينك في موسم 2008–09 لمدة موسم واحد، مشاركًا في 21 مباراة سجل خلالها 4 أهداف. هذا وانتقل لاحقًا إلى نادي كايزرسلاوترن في موسم 2009–10 واستمر معه طيلة ثلاثة مواسم، مشاركًا في 61 مباراة سجل خلالها 9 أهداف. ثم انتقل بعدها إلى نادي إنغولشتات 04 في موسم 2011–12 لمدة موسم واحد، مشاركًا في 15 مباراة سجل خلالها هدفين. ليعود وينتقل من جديد، لكن هذه المرة إلى نادي يونيون برلين في موسم 2012–13 واستمر معه طيلة ثلاثة مواسم، مشاركًا في 60 مباراة سجل خلالها 14 هدفًا. لينتقل بعدها إلى نادي نيويورك سيتي ما بين عامي 2015 و2016 لمدة موسم واحد، مشاركًا في 9 مباريات ولم يسجل أي هدف. ثم لعب في نادي فيلم تو تيلبورغ في موسم 2015–16 لمدة موسم واحد، مشاركًا في 10 مباريات ولم يسجل أي هدف أيضًا. ليعود ويرتحل عنه إلى نادي دينامو بوخارست في موسم 2016–17 ولمدة موسمين، مشاركًا في 57 مباراة سجل خلالها 17 هدفًا. ثم انتقل إلى نادي بافوس في موسم 2018–19 ولمدة موسمين، مشاركًا في 42 مباراة سجل خلالها 17 هدفًا أيضًا.

## وصلات خارجية
- آدم نيميتس على موقع الاتحاد الأوربي (الإنجليزية)
- آدم نيميتس على موقع الدوري الأمريكي (الإنجليزية)
- آدم نيميتس على موقع قاعدة بيانات كرة القدم.إي يو (الإنجليزية)
- آدم نيميتس على موقع بيانات كرة القدم. دي إي (الألمانية)
- آدم نيميتس على موقع ناشيونال فوتبول تيمز (الإنجليزية)
- آدم نيميتس على موقع Soccerway.com (الإنجليزية)
- آدم نيميتس على موقع عالم كرة القدم.نت (الإنجليزية)
- آدم نيميتس على موقع AS.com (الإسبانية)